# Emmaville
Emmaville är en ort i Australien. Den ligger i kommunen Glen Innes Severn och delstaten New South Wales, i den sydöstra delen av landet, omkring 490 kilometer norr om delstatshuvudstaden Sydney. Antalet invånare är 536.
Trakten runt Emmaville är nära nog obefolkad, med mindre än två invånare per kvadratkilometer.. Det finns inga andra samhällen i närheten.
I omgivningarna runt Emmaville växer huvudsakligen savannskog. Genomsnittlig årsnederbörd är 1 013 millimeter. Den regnigaste månaden är januari, med i genomsnitt 176 mm nederbörd, och den torraste är oktober, med 37 mm nederbörd.